# ريتشي فراهم
ريتشي فراهم (بالإنجليزية: Richie Frahm)‏ مواليد 14 أغسطس 1977 في باتيل غراوند، هو لاعب كرة سلة أمريكي معتزل بدأ مسيرته الاحترافية في سنة 2001.. يبلغ طوله 6 قدم 5 بوصة (2.0 م). اعتزل اللعب في 2011.

## المسيرة الاحترافية
لعب مع سياتل سوبرسونيكس في موسم 2003–2004، ثم لعب مع بورتلاند ترايل بلايزرز في موسم 2004–2005، ثم لعب مع مينيسوتا تمبر ولفز في موسم 2005–2006، ثم لعب مع هيوستن روكتس في سنة 2006، ثم لعب مع تريفيزو لكرة السلة في الدوري الإيطالي في سنة 2006، ثم لعب مع لوس أنجلوس كليبرز في موسم 2007–2008.

## روابط خارجية
- ريتشي فراهم على موقع إن بي أي (الإنجليزية)
- ريتشي فراهم على موقع سبورتس رفرنس (الإنجليزية)
- ريتشي فراهم على موقع كرة السلة الأوروبية.كوم (الإنجليزية)
- ريتشي فراهم على موقع كلية كرة السلة في سبورتس رفرنس.كوم (الإنجليزية)
- ريتشي فراهم على موقع ريلجم (الإنجليزية)
- ريتشي فراهم على موقع سبورتس رفرنس (الإنجليزية)
- ريتشي فراهم على موقع سبورتس رفرنس (الإنجليزية)